# Niviventer fraternus
Niviventer fraternus är en däggdjursart som först beskrevs av Robinson & Kloss 1916. Den ingår i släktet Niviventer och familjen råttdjur. Inga underarter finns listade i Catalogue of Life.
Exemplaret som användes för artens vetenskapliga beskrivning (holotyp) var 16,2 cm lång (huvud och bål), hade en 23,1 cm lång svans och 3,3 cm långa bakfötter. Viktuppgifter saknas. I den mjuka pälsen på ovansidan är några borstar eller taggar inblandade. Den mörk rödbruna pälsen på ovansidan blir ljusare fram mot kroppens sidor. Undersidan är täckt av vit päls. Mörkbruna fläckar på nacken och på bröstet förekommer kanske inte hos alla exemplar. Huvudet kännetecknas av mörkbruna öron och långa morrhår. Den långa svansen har en mörkbrun färg eller den är ljusare på undersidan. Typisk är en mörkbrun strimma på framtassarna. Niviventer fraternus har fem fingrar respektive tår men lillfingret och lilltån är påfallande små. Honans fyra par spenar är jämnt fördelade på undersidan.
Arten klättrar antagligen mer i träd än andra släktmedlemmar.
Arten förekommer endast i bergen på västra Sumatra, Indonesien, där den lever i bergsskogar på höjder mellan 1 250 och 3 500 m, även om habitatförlust till följd av mänsklig aktivitet har gjort att förekomsten under 1 700 m är mycket ringa. Trots tillbakagången är den inte rödlistad av IUCN, då den är vanlig på högre höjder.